# Rovaniemi
Rovaniemi ([ˈroʋɑniemi]ⓘ en sami septentrional: Roavenjárga; en sami de Inari: Ruávinjargâ; en sami de Skolt: Ruäˊvnjargg) es la capital administrativa de la provincia de Laponia, en la República de Finlandia. Se encuentra situada cerca del círculo polar ártico, entre los montes de Ounasvaara y Korkalovaara, en la confluencia del río Kemi y el Ounasjoki. Además de su situación geográfica como puerta de Laponia y, por tanto, país de Papá Noel, es una ciudad universitaria que alberga la Universidad de Laponia.

## Historia

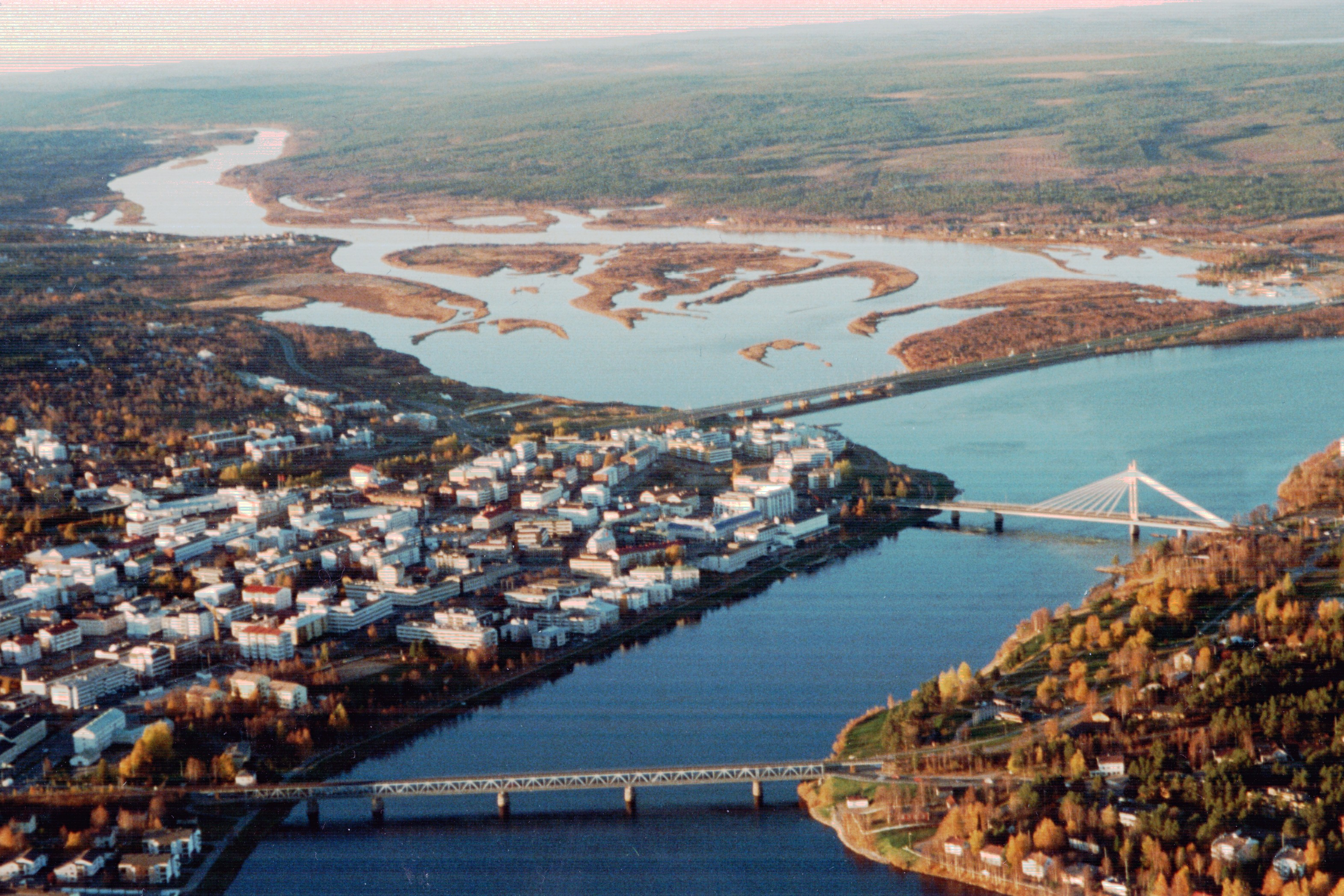
Panorama de Rovaniemi.

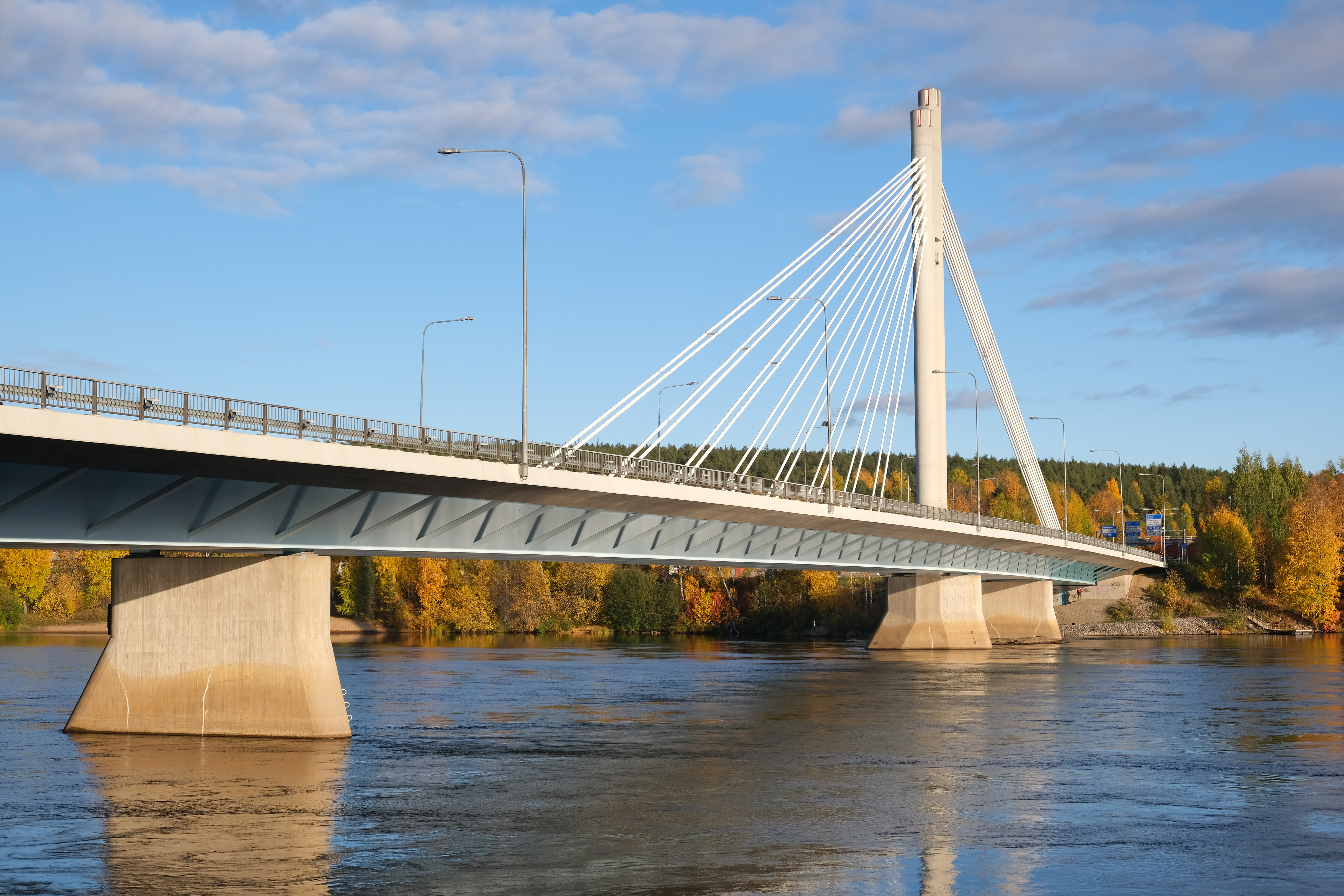
Jätkänkynttilä, símbolo de la ciudad.

En 1938 Rovaniemi era la capital administrativa de Laponia. Cuando el 19 de septiembre de 1944 Finlandia y la Unión Soviética firmaron el armisticio, con vista a seguir la guerra como aliados contra el enemigo común, el Tercer Reich, las tropas de la Wehrmacht estacionadas en la zona practicaron una táctica de "tierra quemada" en su retirada, para lo que provocaron la explosión del depósito de municiones, lo que ocasionó un incendio de gran magnitud que arrasó la totalidad de la ciudad de Rovaniemi, en su mayor parte construida con madera.
Después de la Segunda Guerra Mundial se le dio el encargo al arquitecto Alvar Aalto de que el plano de la ciudad tuviera la similitud al asta de un reno. La fundación de la nueva Rovaniemi tiene como fecha de partida el año 1960.

## Actividades

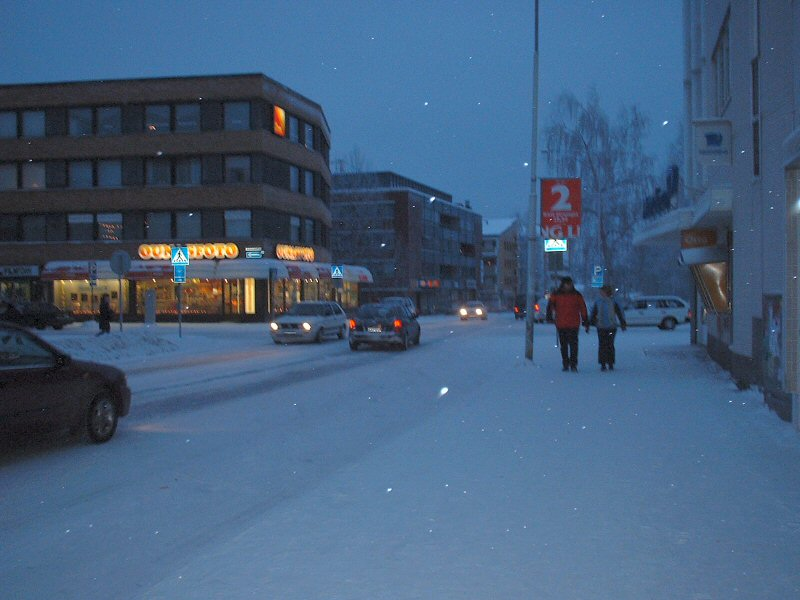
El centro de Rovaniemi en enero de 2004.

Esta población mantiene su nivel social más alto en la época invernal, cuando se puede disfrutar de la nieve, observar animales como renos y alces, realizar safaris por parques naturales, trineos tirados por perros, pesca en hielo y patinaje. Mantiene durante el curso académico una ferviente vida universitaria y nocturna. Durante la época estival también se pueden realizar safaris y otras actividades.
En la ciudad existe la Santa Claus Village, la residencia oficial de Papá Noel, donde se puede disfrutar de un paseo, conocer personalmente a Santa Claus, o enviar una carta desde la oficina postal central de Papá Noel. La entrada es gratuita. Por el parque también pasa la línea del círculo polar ártico, la cual se traspasa al llegar a la ciudad por avión, ya que el aeropuerto, que está a unos 9 km del centro de la población, está dentro del círculo polar ártico.
Hay varios museos, siendo uno de los más conocidos Arktikum, con exposiciones dedicadas sobre todo a la historia sami, pasando por diferentes épocas y la vida nórdica.
Esta ciudad es donde nació Tomi Putaansuu, líder de Lordi, grupo musical ganador de Eurovision en 2006, lo que queda demostrado tanto en la calle peatonal Plaza Lordi, donde hay una placa con las manos de los integrantes del grupo, y en el restaurante que el cantante tiene en el centro de la ciudad.

## Demografía
| Gráfica de evolución de Rovaniemi entre 1621 y 2020 |
|                                                     |

El 1 de enero de 2006 la ciudad de Rovaniemi se fusionó con el extenso pero poco densamente poblado Rovaniemen maalaiskunta ("municipio rural de Rovaniemi"), que rodeaba completamente la ciudad. Antes de la unión la población de la ciudad era de unos 35 300 habitantes, su superficie de 94.3 km² y la densidad de población de 374 hab./km².

## Clima
Debido a su elevada latitud cerca del círculo polar ártico, Rovaniemi tiene un clima subártico (Köppen Dfc) con veranos cortos y agradables, mientras que los inviernos son largos, sumamente fríos y con abundante nieve.
Su ubicación extrema en el norte y en el interior del país, combinada con frecuentes cielos nublados conduce a niveles muy bajos de luz solar en los meses de invierno; diciembre promedia algo menos de seis minutos de sol al día. Los inviernos son algo modificados por el aire marino de la corriente del Atlántico Norte, que asegura que las temperaturas promedio sean menos extremas de lo esperado para un área del interior en dicha latitud norte.
- Temperatura media: 1,5 °C.
- Precipitación anual: 633 mm.
- De media, el terreno está cubierto de nieve durante 183 días al año.
- Temperatura mínima registrada: -47 °C.
- Temperatura máxima registrada: 32,2 °C.
- El sol de medianoche se puede ver desde el 6 de junio al 7 de julio.

| Parámetros climáticos promedio de Rovaniemi Lentoasema (normales 1991-2020, extremos 1959-presente) | Parámetros climáticos promedio de Rovaniemi Lentoasema (normales 1991-2020, extremos 1959-presente) | Parámetros climáticos promedio de Rovaniemi Lentoasema (normales 1991-2020, extremos 1959-presente) | Parámetros climáticos promedio de Rovaniemi Lentoasema (normales 1991-2020, extremos 1959-presente) | Parámetros climáticos promedio de Rovaniemi Lentoasema (normales 1991-2020, extremos 1959-presente) | Parámetros climáticos promedio de Rovaniemi Lentoasema (normales 1991-2020, extremos 1959-presente) | Parámetros climáticos promedio de Rovaniemi Lentoasema (normales 1991-2020, extremos 1959-presente) | Parámetros climáticos promedio de Rovaniemi Lentoasema (normales 1991-2020, extremos 1959-presente) | Parámetros climáticos promedio de Rovaniemi Lentoasema (normales 1991-2020, extremos 1959-presente) | Parámetros climáticos promedio de Rovaniemi Lentoasema (normales 1991-2020, extremos 1959-presente) | Parámetros climáticos promedio de Rovaniemi Lentoasema (normales 1991-2020, extremos 1959-presente) | Parámetros climáticos promedio de Rovaniemi Lentoasema (normales 1991-2020, extremos 1959-presente) | Parámetros climáticos promedio de Rovaniemi Lentoasema (normales 1991-2020, extremos 1959-presente) | Parámetros climáticos promedio de Rovaniemi Lentoasema (normales 1991-2020, extremos 1959-presente) |
| Mes                                                                                                 | Ene.                                                                                                | Feb.                                                                                                | Mar.                                                                                                | Abr.                                                                                                | May.                                                                                                | Jun.                                                                                                | Jul.                                                                                                | Ago.                                                                                                | Sep.                                                                                                | Oct.                                                                                                | Nov.                                                                                                | Dic.                                                                                                | Anual                                                                                               |
| --------------------------------------------------------------------------------------------------- | --------------------------------------------------------------------------------------------------- | --------------------------------------------------------------------------------------------------- | --------------------------------------------------------------------------------------------------- | --------------------------------------------------------------------------------------------------- | --------------------------------------------------------------------------------------------------- | --------------------------------------------------------------------------------------------------- | --------------------------------------------------------------------------------------------------- | --------------------------------------------------------------------------------------------------- | --------------------------------------------------------------------------------------------------- | --------------------------------------------------------------------------------------------------- | --------------------------------------------------------------------------------------------------- | --------------------------------------------------------------------------------------------------- | --------------------------------------------------------------------------------------------------- |
| Temp. máx. abs. (°C)                                                                                | 6.1                                                                                                 | 5.8                                                                                                 | 9.5                                                                                                 | 19.0                                                                                                | 28.2                                                                                                | 30.7                                                                                                | 32.2                                                                                                | 29.1                                                                                                | 22.6                                                                                                | 15.6                                                                                                | 8.7                                                                                                 | 5.0                                                                                                 | 32.2                                                                                                |
| Temp. máx. media (°C)                                                                               | -7.3                                                                                                | -7.3                                                                                                | -1.9                                                                                                | 4.1                                                                                                 | 11                                                                                                  | 17                                                                                                  | 20.1                                                                                                | 17.2                                                                                                | 11.1                                                                                                | 3.1                                                                                                 | -2.1                                                                                                | -4.9                                                                                                | 5                                                                                                   |
| Temp. media (°C)                                                                                    | -10.3                                                                                               | -10.3                                                                                               | -5.6                                                                                                | 0.1                                                                                                 | 6.5                                                                                                 | 12.5                                                                                                | 15.6                                                                                                | 13.1                                                                                                | 7.7                                                                                                 | 0.8                                                                                                 | -4.4                                                                                                | -7.7                                                                                                | 1.5                                                                                                 |
| Temp. mín. media (°C)                                                                               | -13.5                                                                                               | -13.3                                                                                               | -9.1                                                                                                | -3.4                                                                                                | 2.5                                                                                                 | 8.5                                                                                                 | 11.8                                                                                                | 9.6                                                                                                 | 4.9                                                                                                 | -1.3                                                                                                | -6.7                                                                                                | -10.6                                                                                               | -1.7                                                                                                |
| Temp. mín. abs. (°C)                                                                                | -38.1                                                                                               | -35.0                                                                                               | -27.5                                                                                               | -18.7                                                                                               | -11.0                                                                                               | -2.6                                                                                                | 2.4                                                                                                 | -0.6                                                                                                | -7.7                                                                                                | -21.5                                                                                               | -27.9                                                                                               | -32.9                                                                                               | -38.1                                                                                               |
| Precipitación total (mm)                                                                            | 46                                                                                                  | 37                                                                                                  | 37                                                                                                  | 34                                                                                                  | 48                                                                                                  | 64                                                                                                  | 81                                                                                                  | 68                                                                                                  | 60                                                                                                  | 54                                                                                                  | 55                                                                                                  | 51                                                                                                  | 633                                                                                                 |
| Nevadas (cm)                                                                                        | 57                                                                                                  | 73                                                                                                  | 75                                                                                                  | 27                                                                                                  | | | | | | 1                                                                                                   | 19                                                                                                  | 38                                                                                                  | 290                                                                                                 |
| Días de precipitaciones (≥ 1 mm)                                                                    | 11                                                                                                  | 10                                                                                                  | 8                                                                                                   | 8                                                                                                   | 8                                                                                                   | 10                                                                                                  | 10                                                                                                  | 9                                                                                                   | 9                                                                                                   | 10                                                                                                  | 13                                                                                                  | 12                                                                                                  | 118                                                                                                 |
| Horas de sol                                                                                        | 15                                                                                                  | 57                                                                                                  | 132                                                                                                 | 203                                                                                                 | 237                                                                                                 | 271                                                                                                 | 260                                                                                                 | 182                                                                                                 | 112                                                                                                 | 60                                                                                                  | 18                                                                                                  | 3                                                                                                   | 1550                                                                                                |
| Fuente n.º 1: Ilmatieteen laitos                                                                    | | | | | | | | | | | | | |
| Fuente n.º 2: FMI                                                                                   | | | | | | | | | | | | | |

## Ciudades hermanadas
- Ajka, Hungría
- Alanya, Turquía
- Cadillac, Estados Unidos
- Drvar, Bosnia y Herzegovina
- Frederikshavn, Dinamarca
- Grindavík, Islandia
- Harbin, China
- St. Johann in Tirol, Austria
- Kassel, Alemania
- Kiruna, Suecia
- Murmansk, Rusia
- Narvik, Noruega
- Neustrelitz, Alemania
- Olsztyn, Polonia
- Rabka-Zdrój, Polonia
- Veszprém, Hungría